# HK Berkut Kyjev
HK Berkut Kyjev (ukrajinsky: ХК Беркут-Київ) byl hokejový tým v Kyjevě na Ukrajině, který existoval od roku 1997 do roku 2002. Klub hrál ukrajinskou hokejovou ligu a Východoevropskou liga ledního hokeje. V barvách měl černou a bílou.

## Historické názvy
- 1997 – Berkut-PPO
- 1998 – HK Berkut Kyjev (Hokejový klub Berkut Kyjev)

## Úspěchy
- Ukrajinská liga ledního hokeje: 2000, 2001, 2002 (3x)
- Východoevropská liga ledního hokeje: 2000, 2001 (2x)